# 張斉
張斉（張齊、ちょう せい、457年 - 523年）は、南朝斉から梁にかけての軍人。字は子響、または子嚮。本貫は馮翊郡。

## 経歴
はじめ荊府司馬の垣歴生に仕えた。垣歴生は酒ぐせが悪く、配下を虐待していたので、張斉も礼遇されなかった。垣歴生が退任し、張稷が荊府司馬となると、張斉は引き続いて張稷に仕えた。張稷は張斉を信頼して重んじ、住居の細事にいたるまで張斉に任せた。後に張稷に従って建康に帰った。永元2年（500年）、張稷が南兗州刺史となると、張斉は府中兵参軍に抜擢され、軍事を任された。
蕭衍が起兵すると、東昏侯蕭宝巻が張稷を召還して、都督宮城諸軍事に任じた。蕭衍の軍が建康を包囲すると、張斉は王珍国とともに東昏侯殺害を計画した。夜間に張稷を説得し、翌朝に張稷や王珍国とともに内殿の東昏侯のもとにおもむいて、張斉が手ずから刃傷した。天監元年（502年）、蕭衍が即位すると、張斉は安昌県侯に封じられ、寧朔将軍・歴陽郡太守となった。張斉は読み書きができなかったが、郡にあっては清廉な統治につとめ、官吏たちの仕事ぶりも改まった。
天監2年（503年）、召還されて虎賁中郎将となった。受けないうちに寧朔将軍のまま天門郡太守に転じた。天監4年（505年）、北魏の将の王足が巴蜀の地に侵攻してきたので、張斉は輔国将軍に任じられて蜀の救援に向かった。到着しないうちに、王足は撤退をはじめたので、張斉は南安に進んで駐屯した。天監7年（508年）秋、命を受けて大剣・寒冢の2戍を置き、軍を益州に帰した。この年、武旅将軍・巴西郡太守に転じた。まもなく征遠将軍の位を加えられた。天監10年（511年）、巴西郡の姚景和は少数民族たちを糾合して、長江の水路を遮断し、金井を攻略した。張斉は平昌で姚景和を討ち、撃破した。
南鄭が北魏に奪われると、梁は益州の西に南梁州を置いた。南梁州は開かれたばかりで、益州からの供給に頼っていた。張斉が少数民族から食糧を徴収して米20万斛を得たことで、自立の軌道に乗せた。鉱業を興して、南梁州の産業とした。
天監11年（512年）、仮節・督益州外水諸軍に進んだ。天監12年（513年）、北魏の将の傅豎眼が南安に侵攻してきたので、張斉は軍を率いてこれをはばむと、豎眼は敗走した。天監14年（515年）、信武将軍・巴西梓潼二郡太守に転じた。この年、葭萌の任令宗が北魏の晋寿郡太守を殺して、梁に帰順してきた。張斉は益州刺史の鄱陽王蕭恢の命を受けて3万の兵を率い、任令宗を迎えようとした。天監15年（516年）、北魏の東益州刺史元法僧が子の元景隆を派遣して張斉の進軍をはばんだため、張斉らは北魏軍を葭萌で撃破し、十数城を落とし、北魏の将の丘突・王穆らを降した。北魏が傅豎眼の増援をえて、再び挑戦してきたため、張斉の兵は少数のために敗れ、軍を返した。葭萌は再び北魏のものとなった。
張斉は長年のあいだ益州に駐屯して、少数民族の反抗を鎮圧してまわり、戦闘のない年はなかった。軍中にあっては兵士と労苦を分かち合い、自ら城塁兵舎を築き、食糧衣服の調達にあたった。
天監17年（518年）、持節・都督南梁州諸軍事・智武将軍・南梁州刺史に転じた。普通4年（523年）、信武将軍・征西鄱陽王司馬・新興永寧二郡太守に任じられた。任地に出発しないうちに死去した。享年は67。散騎常侍・右衛将軍の位を追贈された。諡は壮といった。

## 伝記資料
- 『梁書』巻17 列伝第11
- 『南史』巻46 列伝第36